# Palazzo dei monaci
Il palazzo dei monaci è un edificio civile privato situato nel comune di Seborga, in piazza San Martino, in provincia di Imperia.
La struttura, nel corso dei secoli, fu usata come dimora locale dei monaci di Lerino, sede della zecca dell'antico principato seborghino, e in epoca più recente quale ex sede del municipio e delle scuole statali. Oggi è di proprietà privata.

## Storia e descrizione
Secondo le fonti storiche il palazzo fu acquistato nel 1607 dai monaci di Lerino - che ne fecero la loro dimora e sede locale - sulla stessa piazza in cui sorge la chiesa parrocchiale di San Martino. Luogo di coniatura della locale moneta (il luigino) e residenza dei religiosi fino al 1729, anno in cui vendettero il territorio feudale ai Savoia, divenne in seguito sede istituzionale del Comune e delle scuole materne ed elementari. Con il trasferimento nel 1981 del municipio e delle scuole negli odierni edifici, il palazzo divenne di proprietà privata e adibito ad abitazioni.
Il palazzo presenta al piano terra un vasto salone e un camino in ardesia dove si trovano scolpiti lo stemma del cardinale di Vendôme e i gigli di Francia. Tra il 1666 e il 1687 in questo edificio vennero coniati i luigini - la moneta circolante del principato - presso il piano inferiore; i piani sovrastanti erano destinate alle cucine e alle dimore (quattro stanze) dei monaci.
Con la conversione dell'edificio a sede del municipio (e delle scuole statali) la struttura subì alcune ed evidenti modifiche. Nel particolare sulla facciata, in precedenza in muratura, venne aggiunto uno stucco con la rappresentazione dello stemma dei Savoia, la scritta in caratteri "MUNICIPIO", la data 1896 e una lapide riportanti i caduti seborghini di colera del 1884. Elementi decorativi che furono in parte tolti o spostati dopo l'apertura della nuova sede municipale e scolastica; la facciata, in un restauro successivo, fu riportata allo stato di pietra a vista. Lo stemma sabaudo fu riadattato nelle forme e colori (bianco e azzurro) all'emblema dell'antico principato di Seborga.